# Carlos Valenti
Carlos Mauricio Valenti Perrillat (París, Francia, 15 de noviembre de 1888 - 29 de octubre de 1912), fue un pintor francés que vivió una parte de su vida en Guatemala, a donde llegó con sus padres siendo un niño. Artista dotado de innegable talento, quien a pesar de las represiones morales y los convencionalismos de una época guatemalteca perfilada por una dictadura (Manuel Estrada Cabrera), logró desarrollar en su corta vida una de las obras más importantes para la historia del arte del siglo XX. Es considerado el pionero del Arte Moderno guatemalteco. 

## Breve biografía

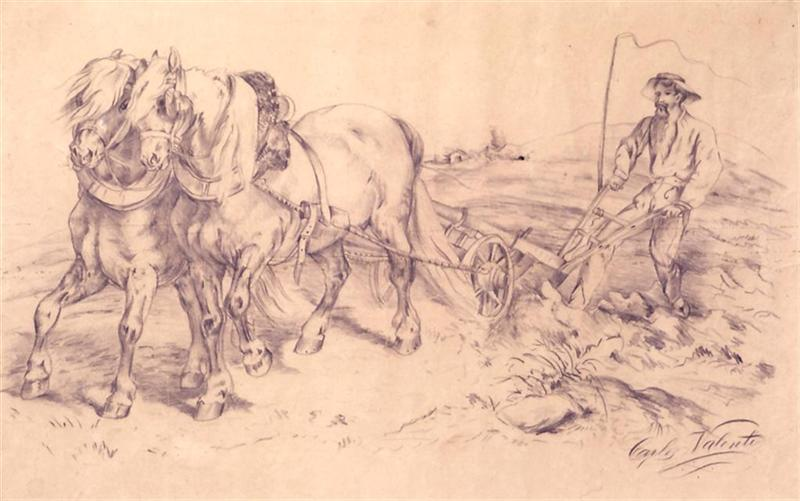
El arado

Nació en París el 15 de noviembre de 1888. Fue el tercer hijo de Carlos Valenti Sorié, de nacionalidad italiana, y de Helena Perrillat-Bottonet, nacida en Le Grand Bornand, Alta Saboya, Francia.  Llegó a Guatemala junto con su madre y sus dos hermanos en 1891, para reunirse con su padre, el cual se encontraba ya radicado en tierra guatemalteca desde 1888. Desde niño se destacó como un estudiante dedicado, brillante e ingenioso; en el colegio recibió la medalla de oro como el mejor alumno. Como estudiante de música de piano fue el discípulo predilecto del maestro Herculano Alvarado y siendo estudiante de la Academia de Bellas Artes, llegó a sorprender a su maestro, el escultor venezolano Santiago González, por su excelente habilidad hacia el dibujo. 
Formó parte de un grupo de artistas, literatos y poetas (Carlos Mérida, Rafael Rodríguez Padilla, Rafael Yela Günther, Rafael Arévalo Martínez, Carlos Wyld Ospina y los hermanos De la Riva), que laboraron en gran cohesión junto a Jaime Sabartés, catalán venido a Guatemala desde Barcelona, donde compartiera una estrecha amistad con Pablo Picasso y a quien a partir de 1935, fuera su secretario privado. Valenti se perfiló en aquel cenáculo como un faro que todo lo iluminaba, a los 22 años de edad llegó a tener ya su "propio estilo”. 
En 1912 viajó a París para continuar sus estudios en la Academia Vitti con los maestros Kees Van Dongen y Hermenegildo Anglada Camarasa. Su capacidad visual, muy disminuida por la diabetes, lo obligó a consultar a un especialista. Este le diagnosticó una ceguera por diabetes y le recomendó que dejará permanentemente la pintura. La depresión lo embargo, la insatisfacción de no poder entregarse totalmente a su mayor pasión "el arte", lo llevó a la determinación de segar su vida mediante dos balazos en el pecho. Fue enterrado en el Cementerio de Montparnasse una mañana del mes de noviembre de 1912.

## Su temperamento y pasión
“No discutamos –decía- así lo siento y así lo pinto”
Carlos Valenti desde pequeño se distinguió como un niño frágil, de carácter suave y buenos modales. Siendo el hijo menor de la familia Valenti Perrillat, creció bajo la protección y preferencia de su madre. Era tímido, reservado, introvertido y algunas veces huraño, situación que lo inducia a veces a refugiarse en el aislamiento. Los médicos le habían diagnosticado diabetes desde su infancia, la pérdida de su capacidad visual, resultado de su enfermedad, lo atormentaba constantemente. Sus constantes alteraciones visuales lo deprimían, ocasionándole estados de apatía y pesimismo. Le fueron recetadas dietas y medicamentos inocuos, pero su enfermedad continuo avanzando.

Desde el principio se entregó apasionadamente al arte, en el existió siempre el anhelo de llevar su pasión a lo más alto. Era como un volcán pronto a estallar, una veces vibrante, otras veces irritado, pero siempre creativo. Su producción, aunque limitada, estuvo llena de trazos decididos que escapaban de la mediocridad y de los convencionalismos. Sus paisajes y personajes fueron obras representativas de su continua búsqueda hacia la perfección. Sus trazos identificados con monstruos, seres anormales o miserables fueron el resultado de sus propias angustias y depresiones motivadas por un temperamento atormentado por la constante inquietud de espíritu y de su salud inestable y precaria. La grave enfermedad de su madre, su agonía y posterior muerte destrozaron su ánimo, le causaron un profundo y desgárrate dolor que marchito y deprimió más su ser. La ausencia permanente de padre y su rechazo posterior a la muerte de su madre ahondo el dolor. 
Carlos Mérida dijo de él: “Carlos Valenti no era hombre normal en el sentido de su genialidad. Nos dejaba a todos sorprendidos con sus teorías y observaciones, mientras pintábamos. Hablaba lo necesario y sin jactancia sobre sus conceptos estéticos y apreciaciones, que compartía con nosotros. Una demostración más de la gran generosidad que le caracterizaba en diferentes aspectos de la vida, y como era natural, le adornábamos y tomábamos sus palabras como savia nutricia, originadora de nuevas formas y rumbos a nuestras inquietudes”. 

## Su obra

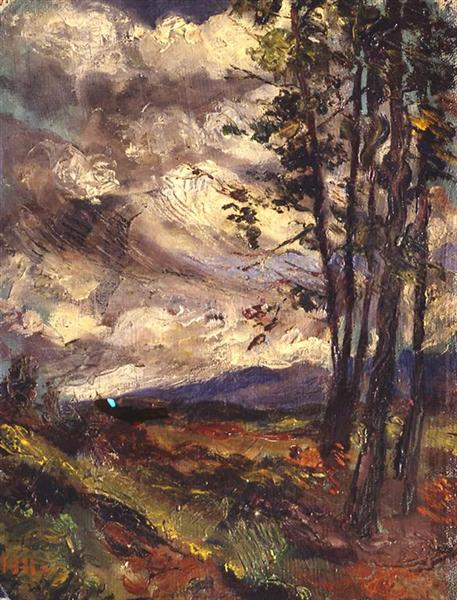
Cielo Nuboso

Su auténtico genio se manifestó desde sus inicios, sin titubeos, ni vacilaciones. Para la época en que vivió, su obra fue de una audacia sin límites; desde que tomó el lápiz, su trazo fue rotundo y definitivo. A través de su arte se encargó de expresar un sentimiento y su propia visión interior. En su etapa de aprendizaje sus obras fueron muestras de habilidad y destreza. Es precisamente en la pintura de paisaje al óleo donde se encuentra a un Valenti apacible, en contradicción con las figuras suicidas de sus últimos días. La armonía del color y el proceso de simplificación de sus pinceladas evocan el espíritu que motivó la escuela impresionista. Sus dibujos y tintas con temas poco comunes para el momento, lo definen como un artista singular, en quien nació el espíritu investigador de los conflictos que suscita la existencia. Algunos lo han considerado como el primer expresionista de la pintura guatemalteca.
La producción pictórica de Carlos Valenti se puede decir que fue entre 1907 y 1912. La obra que realizó durante sus estancia en París fue entregada a Agustín Iriarte, cuando este regresara a Guatemala después de realizar sus estudios de arte en Italia. La obra que realizó en Guatemala y Francia quedó entre sus amigos y familiares, uno de ellos fue el Dr. Manuel Morales, su médico, quien lo atendió desde pequeño y se dio a la tarea durante años de reunir sus pinturas y dibujos para formar una importante colección. En el Museo Nacional de Arte Moderno de Guatemala se exponen seis de sus pinturas y un dibujo.

## Regreso a París

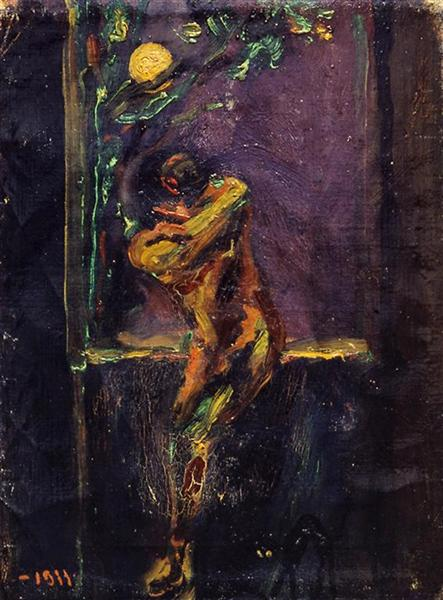
El Beso

Carlos Valenti desde muy joven siempre deseo regresar a París a continuar sus estudios de arte, su meta era desarrollar su pasión y llegar a presentar sus pinturas en las exposiciones de arte de París. Un día le comunicó a su familia y a su amigo Carlos Mérida su determinación de viajar a París en una fecha próxima. Se interesó en motivar a su amigo Mérida a que lo acompañara en el viaje. Ambos planificaron su viaje y decidieron embarcarse rumbo a Francia por medio de Compañía Naviera Hamburg America Line. El 20 de marzo de 1912 abordaron el vapor “Odenwald” en Puerto Barrios con rumbo a Francia. Atracaron en el puerto El Havre, el 15 de junio de 1912. A su llegada a París se instalaron en la 32 Rue des Fossés, Saint Bernard. Eran vecinos del mexicano Roberto Montenegro y del argentino Gonzalo Leguizamón Pondal (Tito) y de otros latinoamericanos. 
Una carta de referencia de Jaime Sabartés, les presentó a Pablo Picasso, el cual aunque estaba viviendo al sur de Francia en Sorgues, mantenía un estudio en París, en el Bateau-Lavoir, en 13 rue Ravignan. Esta era una vieja casa deteriorada, donde docenas de lienzos colocados por todos lados, daban fe de la incansable busca pictórica de aquel genio pintor; pero conociendo Valenti, él mismo esa pasión, no lo sorprendió tanto afán. Mérida recuerda, a propósito, que hablaron largamente sobre el amigo en común: Sabartés. Picasso mostró curiosidad por saber lo relativo al medio guatemalteco y a los grupos étnicos. Posiblemente se siguieron viendo en el Bal Boullier, en la 31 Avenue de L’Observatoire, un sitio legendario de encuentro de los artistas y escritores de vanguardia. 
Valenti y Mérida se inscribieron en la Academia Vitti, situada en el 48 Boulevard du Montparnasse, por sugerencia de Picasso y/o de sus nuevos amigos artistas. En esta academia sus maestros fueron el holandés Kees Van Dongen y el español Hermenegildo Anglada Camarasa. Hicieron relación con Georges Braque, Juan Gris, Fernand Léger, Henri Matisse, Diego Rivera, Amedeo Modigliani y Piet Mondrian. Valenti tuvo oportunidad de conocer los conceptos abstractos de Vasili Kandinsky y el simbolismo de Paul Gauguin. Fue impresionado por la similitud que Arnold Schönberg encontraba entre el color y la música; ideas que el compositor aplicó a una composición musical que tituló "Sonido amarillo" (así se lo comentó en una carta a su hermano Emilio Valenti). Valenti habiendo estudiado piano en su infancia, pudo observar con mayor interés las especulaciones de Schönberg. Invadido por todas estas oleadas innovadoras, Valenti encauzó su apasionado ritmo artístico ante el caballete y muy pronto se acopló al frenético ambiente artístico parisino, lleno de conceptos antitéticos que representaban una variedad de corrientes en las que trataban de unirse algunos artistas a fin de hallar un arte relativo a las inquietudes de su tiempo.

## Su muerte
Estando en París sus molestias visuales, por el avance de la diabetes, lo obligaron a consultar a un especialista recomendado por uno de sus amigos. En esa época se desconocían los beneficios de la insulina como tratamiento de diabetes. El médico francés no pudo recetarle nada más que un descanso absoluto y el abandono inmediato de sus estudios de pintura con el fin de evitar cualquier esfuerzo visual. Sus amigos observaron que con el pasar de los meses Valenti empezaba a decaer físicamente, a debilitarse y a enflaquecer. Carlos Mérida, en especial, tan dado a la diversión propia de los bohemios de la época, comprobó que a Valenti le era totalmente indiferente su acostumbrada forma de vida, en él sus estados emocionales de irritabilidad y depresión era cada vez más comunes. Nadie pudo llegar a saber del infierno de dolor y abatimiento que lo aquejaba. Algunas veces solo respondía: “Me siento defraudado en mis propósitos; frustra en el hecho de comprobar día a día la disminución de mi campo visual...”. En otros desahogos expresaba: “Cuando veo retrospectivamente me convenzo de haber perdido el tiempo; de no haber llegado a realizarme en todo lo que podía dar a causa de mi precaria salud, la ingrata diabetes que no me abandona; del medio árido de nuestra patria y de mis sentimientos de hijo apegado a su madre...”.
¿Qué le estaba sucediéndole a su delicado espíritu, el cual nunca nadie llegó a conocer a fondo? Sólo él lo sabía. Sus compañeros empezaron a darse cuenta de su enfermedad a través de la disminución del tono de su trabajo; no quería ya asistir a sus estudios, ni a las tertulias; se encontraba siempre ensimismado y silencioso. A veces le animaban a retornar a su inquietud artística, pero su espíritu no reaccionaba, parecía aniquilado en vida, sólo él sabía del tempestuoso y avasallador impulso que trizaría el más elemental instinto de conservación. Obsesionado por el diagnóstico del oculista, recurrió a una segunda consulta para recibir más opinión sobre su mal, el médico le pronosticó una ceguera absoluta, si no dejaba de forzar su vista, cuando menos durante dieciocho meses.
Carlos Mérida nada supo al respecto por la conocida introversión de Valenti, pero comentó: “Esa mañana estábamos trabajando en la escuela todos reunidos, cuando me percaté de su ausencia al no verle frente a su caballete, ante el cual se había sentado una hora antes. No obstante, seguí pintando, sin recelo, porque él había amanecido aparentemente tranquilo. Más, sucede que yo desde joven tengo presentimientos: me ocurre muy a menudo sentir reacciones extrañas en el plexo solar cuando algo va a sobrevenir, e impulsado por estos fenómenos, salí de clase y rápidamente me dirigí a casa. Llegué y tembloroso abrí la puerta, dándome cuenta de que la cortina de su cubículo estaba corrida. Su sombrero sobre el caballete, como solía dejarlo siempre que regresábamos de la calle. Se acentuó mi duda, ansia e incertidumbre, y me acerqué a indagar y a abrir la cortina esperanzado de poder aliviarlo en alguna súbita enfermedad, pero desgraciadamente ¡había llegado demasiado tarde! Horrorizado comprobé al verle tendido en la cama con un revólver en la mano, que se había disparado al corazón. ¿Cuándo adquirió el arma? No puedo imaginarlo, pues nunca vi semejante adminículo en su poder. Presumo salió a comprarla esa misma mañana al dejar el estudio. Estaba inmóvil y una serena expresión invadía ahora su hermoso rostro. Cuando llegaron las autoridades y amigos, verificaron su muerte causada por dos disparos en el pecho...”. “Puedes imaginarte la congoja –continúa- avisé desesperado a Roberto Montenegro y Tito Leguizamón, que a su vez llamaron a otros amigos a Rafael Rodríguez Padilla, a Ricardo Castillo. Nos ocupamos de enterrarlo previo permiso de la autoridad. Esta tomó posesión del estudio; de los contratos de la casa firmados por él, de manera que el estado cerró el taller y a mí me pusieron preso dos o tres días, hasta comprobar mi inocencia. Una tragedia horrible como para que yo hubiese tomado el mismo camino”, prosigue Mérida, quien reconoce en Valenti una superioridad tan elevada sobre sus compañeros, que sólo la hace comparable a los grandes, "Le enterramos en el Cementerio de Montparnasse una lluviosa y fría mañana del día 2 o 3 de noviembre de 1912. Íbamos adelante del carro fúnebre cuatro o cinco amigos, hasta dejarlo en una tumba que no volví a visitar. Desde nuestro arribo a la soñada urbe habría transcurrido tan sólo cinco meses”.
Así terminó la vida de Carlos Mauricio Valenti Perrillat, un artista atormentado, cuyo genio desbordó los límites impuestos por su propia naturaleza debilitada desde su infancia. Sucumbió ante la evidencia de un fracaso, al no haber tenido el tiempo para encontrar su propio camino. Su punzante inquietud se resistió a la inactividad; a frenar el trabajo creativo; a negarle a sus ojos ávidos de luz el despliegue del arco iris en busca de soluciones a los problemas tridimensionales del espacio, del tiempo y de la corporeidad. Al final se rindió al golpe asestado a su pasión de cabalgar en el Pegaso de su genialidad, que al interponerse en su carrera hacia el triunfo, lo dejó inmerso en el sueño de la eternidad...

## Galería de obras

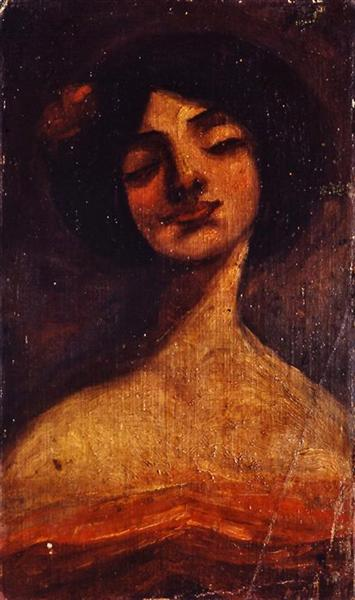
Odette
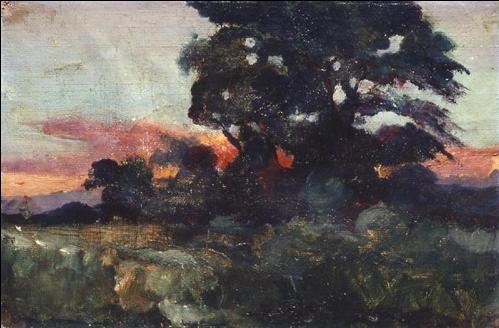
Crepúsculo
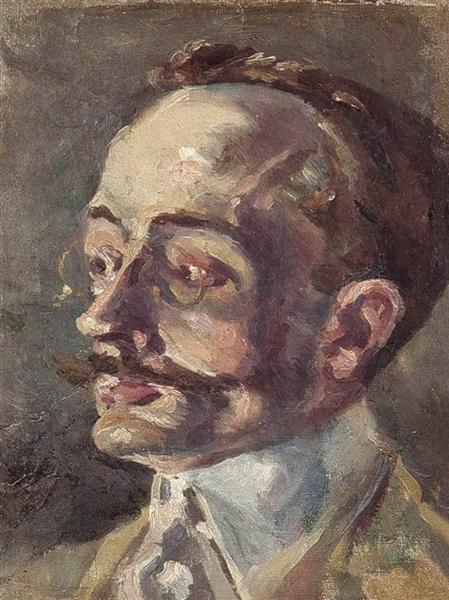
Jaime Sabartés
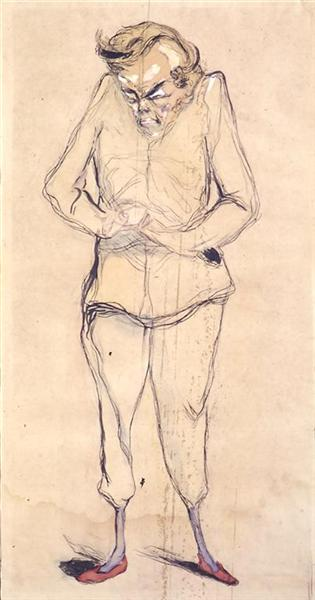
El avaro
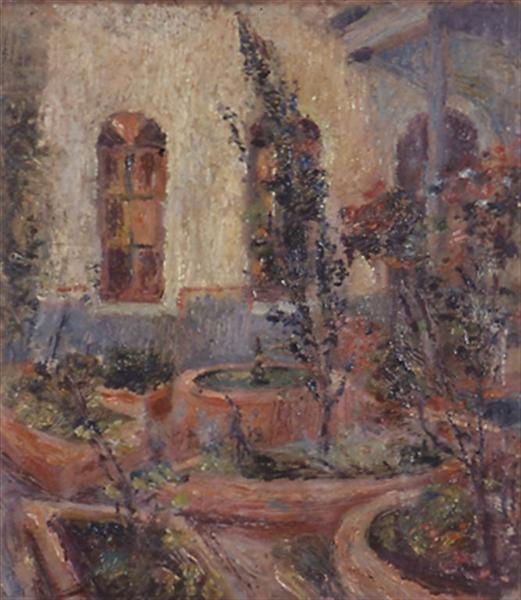
El Patio
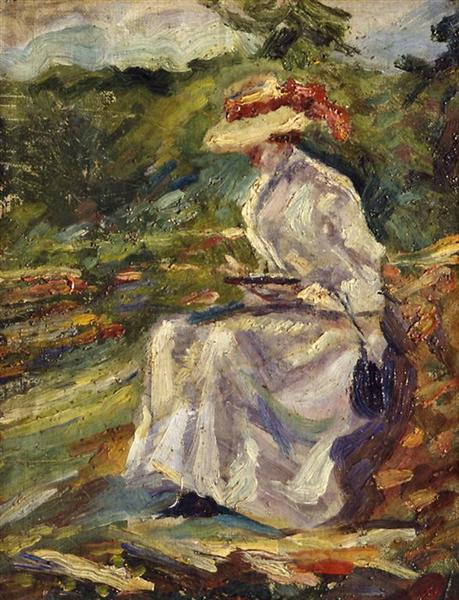
La Pintora
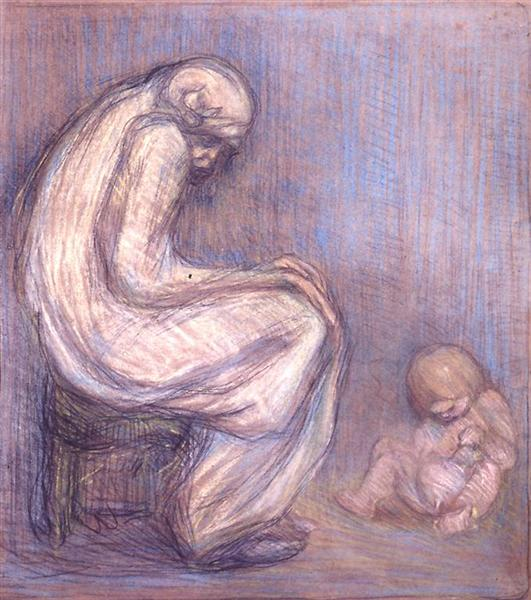
Madre e hijo
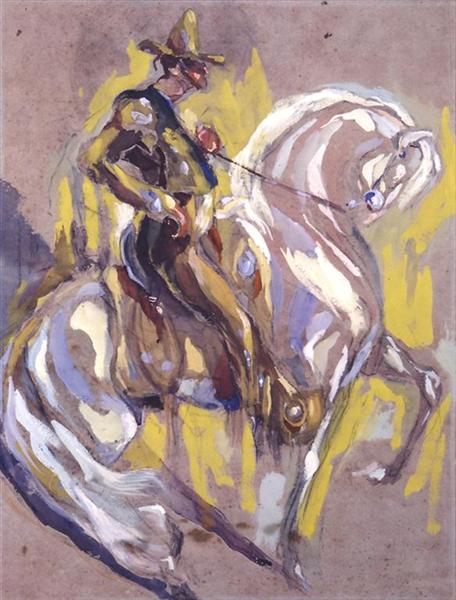
Permiso de Corrida

- Enlace para ver otras obras